# Соматостатинома
Соматостатинома — злоякісна пухлина ендокринної частини підшлункової залози, що виникає з дельта-клітин. Рідкісна пухлина, що діагностується з частотою 1 на 4 млн населення. Соматостатинома — це гормонально-активна пухлина, що продукує соматостатин.

## Клініка
Соматостатин пригнічює секрецію інсуліну, гастрину, серотоніну та панкреатичного поліпептиду, внаслідок чого у хворих розвивається діабет та пов'язані з ним симптоми. Крім того пацієнти можуть скаржитись на діарею, стеаторею, зниження ваги тіла; може діагностуватись жовчнокам'яна хвороба.

## Діагностика
Визначаються високі рівні соматотостатину в плазмі крові та знижені рівні інсуліну та глюкагону.

## Лікування
Хворим показано оперативне лікування — видалення пухлини. При наявності віддалених метастазів проводиться хімієтерапія.